# Ceremonia de apertura de los Juegos Panamericanos de 2023
La ceremonia de apertura de los Juegos Panamericanos de Santiago 2023 tuvo lugar el viernes 20 de octubre de 2023 en el Estadio Nacional de Santiago, Chile. Fue el evento que dio inicio a la competencia deportiva más importante del continente americano, que se desarrolló hasta el 5 de noviembre de 2023 en la capital chilena y otras ciudades sedes.

## Sede

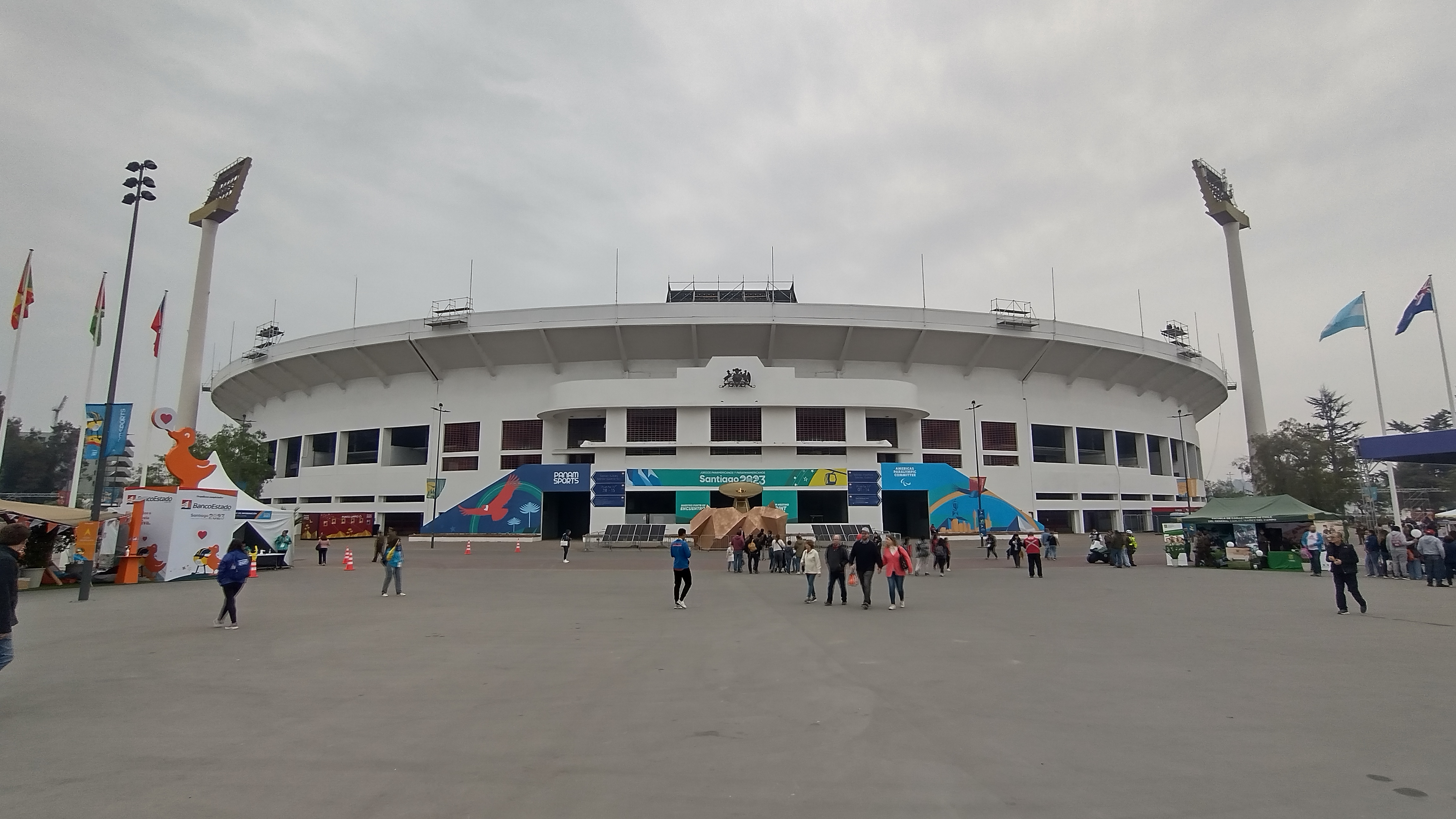
Vista del Estadio Nacional desde Avenida Grecia.

El Estadio Nacional de Santiago, Chile, fue el lugar elegido para llevar a cabo la ceremonia de apertura de los Juegos Panamericanos Santiago 2023. El evento tuvo lugar el viernes 20 de octubre de 2023 y contó con la presencia de autoridades, personalidades del ámbito político, social, cultural y deportivo, así como con miles de espectadores que llenaron las gradas del estadio.
El Estadio Nacional es un recinto deportivo ubicado en la comuna de Ñuñoa, en la ciudad de Santiago. Fue inaugurado en 1938 y es uno de los estadios más importantes y emblemáticos del país. Tiene una capacidad para albergar a más de 48.000 espectadores.
La ceremonia inaugural de los Juegos Panamericanos Santiago 2023 fue un evento multitudinario que contó con la presencia de autoridades, personalidades del ámbito político, social, cultural y deportivo, así como con miles de espectadores que llenaron las gradas del Estadio Nacional.

## Presupuesto
El presupuesto destinado a la organización y realización de la ceremonia de apertura fue de 10 millones de dólares, según informó el Comité Organizador de Santiago 2023.Este monto incluyó los gastos de producción, logística, seguridad, infraestructura, iluminación, sonido, pirotecnia, vestuario, maquillaje, entre otros aspectos. 
El presupuesto fue financiado en un 70% por el Estado de Chile, a través del Ministerio del Deporte y el Instituto Nacional del Deporte (IND), y en un 30% por el sector privado, a través de auspiciadores y patrocinadores oficiales.Entre estos se destacaron Banco Estado, Cencosud, Falabella, Entel, Coca-Cola, Nike, LATAM Airlines, entre otros. El presupuesto fue considerado como modesto en comparación con otras ceremonias inaugurales de eventos deportivos internacionales. Por ejemplo, la ceremonia de apertura de los Juegos Olímpicos de Río 2016 tuvo un costo estimado de 55 millones de dólares, mientras que la de los Juegos Panamericanos de Lima 2019 tuvo un costo aproximado de 38 millones de dólares.
Sin embargo, el presupuesto fue también valorado como eficiente y creativo, ya que logró ofrecer un espectáculo de calidad y emotividad, que reflejó la identidad y la cultura chilena y americana. Además, se destacó el uso de tecnologías innovadoras y sustentables, como drones, paneles solares y materiales reciclados.

## Autoridades presentes
La ceremonia contó con la presencia del presidente de la República, Gabriel Boric, quien fue ovacionado por el público asistente al estadio. También asistieron los expresidentes Sebastián Piñera y Michelle Bachelet, entre otras autoridades y personalidades del ámbito político, social, cultural y deportivo.

## Espectáculo artístico
El espectáculo artístico estuvo a cargo de la Compañía de José Luis Vidal, que presentó una obra de danza contemporánea que representó la diversidad y riqueza cultural de Chile, desde sus orígenes indígenas hasta la actualidad. La obra contó con la participación de más de 500 bailarines y músicos en escena. La prensa internacional catalogó el espectáculo como un homenaje chileno a su condición de nación andina y de ecléctica geografía. Destacaron la representación de la cordillera de los Andes, el océano Pacífico y el vasto territorio del país sudamericano, además del arraigo con la poesía. 
Poema en voz de Pablo Neruda:
Sube a nacer conmigo, hermano.
Dame la mano desde la profunda zona de tu dolor diseminado.
No volverás del fondo de las rocas.

No volverás del tiempo subterráneo.
Poema en voz de Gabriela Mistral (parte del mismo cantado en un segmento posterior de la ceremonia por Amanda Ramírez, indicado en negrita y en cursiva):
El mar sus millares de olas
mece, divino.
Oyendo a los mares amantes,
mezo a mi niño.
El viento errabundo en la noche
mece los trigos.
Oyendo a los vientos amantes,
mezo a mi niño.
Dios Padre sus miles de mundos
mece sin ruido.
Sintiendo su mano en la sombra,

mezo a mi niño.
Además, hubo un gran concierto musical con artistas nacionales e internacionales, que interpretaron canciones emblemáticas del rock, el pop, el hip hop y el folclore chileno. Entre los artistas destacaron Los Jaivas, Los Bunkers, Los Tres, Ana Tijoux, Movimiento Original y Sebastián Yatra.

## Discurso de Amparo Noguera
El discurso entregado por la actriz Amparo Noguera fue una invitación a celebrar la diversidad, la identidad y la unidad de Chile y América, así como un reconocimiento al esfuerzo y la resiliencia de los deportistas y el pueblo chileno.
El discurso fue transmitido en vivo por diversos medios de comunicación y recibió elogios y aplausos del público presente y de las redes sociales. Algunos medios lo calificaron como "emotivo", "sorpresivo" y "conmovedor".

### Contenido del discurso
El discurso duró aproximadamente cinco minutos y se dividió en cuatro partes:
- La primera parte fue una introducción en la que Noguera se dirigió al público como "somos uno" y "somos un todo", destacando la diversidad cultural y étnica de Chile y América, así como la integración de los pueblos originarios y los nuevos habitantes.[19]

- La segunda parte fue una descripción de Chile como un país "único", "esquina" y "sísmico", resaltando su singular geografía, su naturaleza volcánica y su capacidad de levantarse ante las adversidades. Noguera afirmó que "eso nos define como chilenos".[19]

- La tercera parte fue una invitación a cambiar la perspectiva sobre Chile como el "fin del mundo" y a considerarlo como el "comienzo del mundo", el "sur" y el "futuro". Noguera expresó que Chile era un país con potencial, esperanza y proyección.[19]

- La cuarta parte fue una bienvenida a los deportistas, las delegaciones, los voluntarios y los espectadores, a quienes llamó "nuestra casa". Noguera cerró su discurso con un abrazo simbólico al planeta.[19]

### Reacciones
El discurso de Amparo Noguera generó diversas reacciones positivas tanto en el público asistente como en las redes sociales. Algunos comentarios destacaron su dicción, su acento, su carisma y su emoción. Otros valoraron su mensaje, su contenido, su forma y su fondo. También hubo quienes compararon su discurso con el del presidente Sebastián Piñera, quien habló antes que ella, o con el del actor Benjamín Vicuña, quien participó en la ceremonia de clausura de los Juegos Panamericanos Lima 2019.
Entre las personalidades que elogiaron el discurso de Noguera se encuentran el exministro de Cultura Ernesto Ottone, el escritor Jorge Baradit, la periodista Mónica Rincón, el actor Francisco Melo (expareja de Noguera) y el director teatral Héctor Noguera (padre de Noguera).

## Desfile de los deportistas

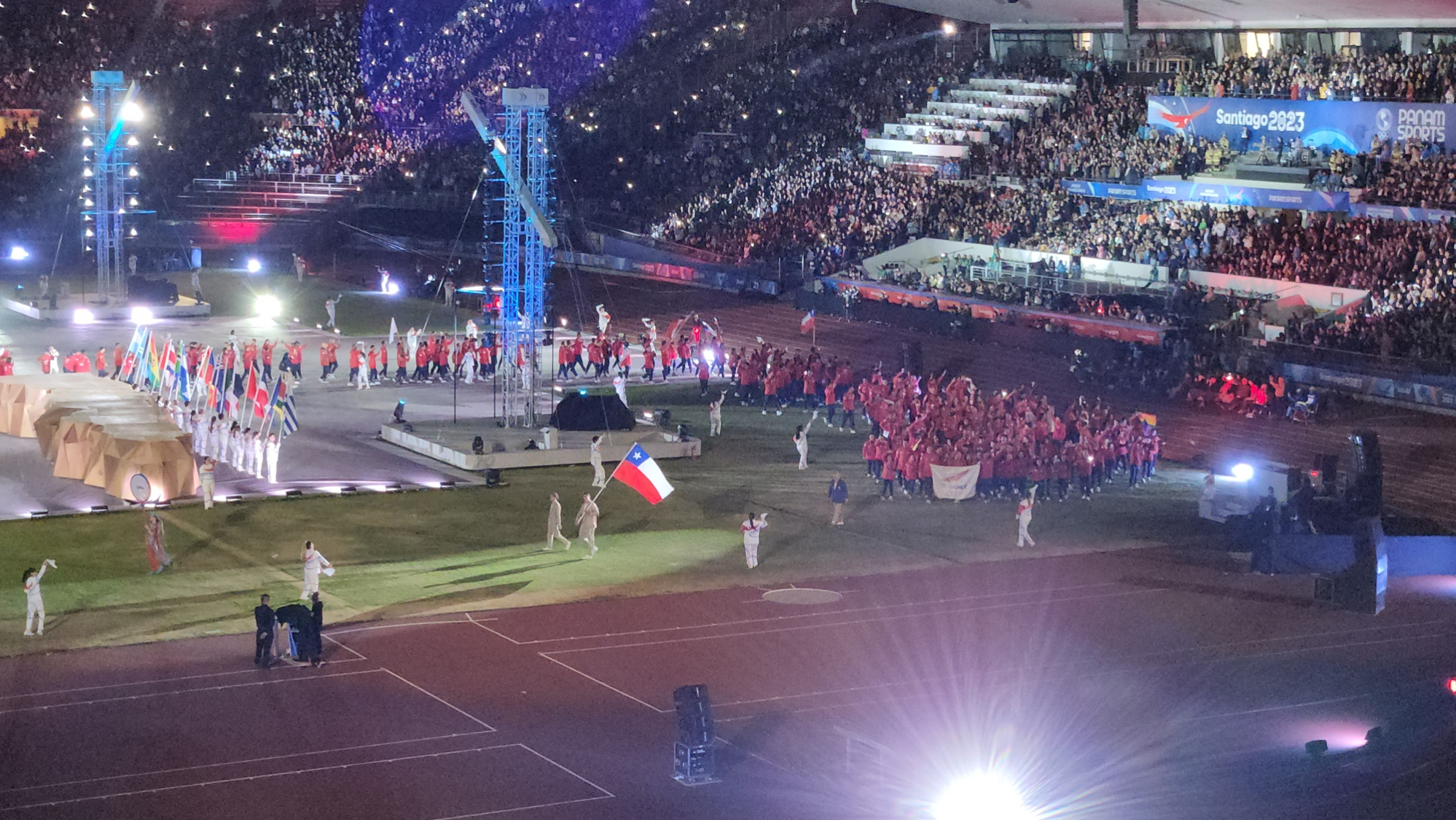
Desfile de la delegación chilena en la ceremonia de inauguración de los Juegos Panamericanos de 2023

El momento más emotivo fue el desfile de los casi 7000 deportistas de 41 países que participarán en las competencias en 39 disciplinas deportivas. El Team Chile fue el último en ingresar al estadio, con una gran ovación y el orgullo de ser los anfitriones del evento. Los abanderados chilenos fueron el voleibolista de playa Esteban Grimalt y la nadadora Kristel Köbrich, quien portó la bandera nacional con emoción.
| Orden | Nación                                     | Abanderado                | Deporte                | Ref.          |
| ----- | ------------------------------------------ | ------------------------- | ---------------------- | ------------- |
| 1     | Argentina (ARG)                            | Marcos Moneta             | Rugby 7                | [ 23 ]        |
| 1     | Argentina (ARG)                            | Sabrina Ameghino          | Canotaje               | [ 23 ]        |
| 2     | Antigua y Barbuda (ANT)                    | Tiger Tyson               | Vela                   | [ 24 ]        |
| 3     | Aruba (ARU)                                | Mikel Schreuders          | Natación               | [ 24 ]        |
| 3     | Aruba (ARU)                                | Shanayah Howell           | Ciclismo               | [ 24 ]        |
| 4     | Equipo de Atletas Independientes           | Emilio Flores             | Escalada deportiva     | [ 24 ]        |
| 4     | Equipo de Atletas Independientes           | Lucero Mejía              | Natación               | [ 24 ]        |
| 5     | Bahamas (BAH)                              | Lamar Taylor              | Natación               | [ 24 ]        |
| 5     | Bahamas (BAH)                              | Zaylie-Elizabeth Thompson | Natación               | [ 24 ]        |
| 6     | Barbados (BAR)                             | Kennie King               | Bádminton              | [ 25 ]        |
| 6     | Barbados (BAR)                             | Michelle Elliot           | Tiro                   | [ 25 ]        |
| 7     | Belice (BIZ)                               | Trent Hardwick            | Vela                   | [ 24 ]        |
| 7     | Belice (BIZ)                               | Ashantie Carr             | Atletismo              | [ 24 ]        |
| 8     | Bermudas (BER)                             | Conor White               | Ciclismo               | [ 26 ]        |
| 8     | Bermudas (BER)                             | Emma Harvey               | Natación               | [ 26 ]        |
| 9     | Bolivia (BOL)                              | Conrrado Moscoso          | Raquetbol              | [ 27 ]        |
| 9     | Bolivia (BOL)                              | Noelia Zeballos           | Tenis                  | [ 27 ]        |
| 10    | Brasil (BRA)                               | Luisa Stefani             | Tenis                  | [ 28 ]        |
| 10    | Brasil (BRA)                               | Fernando Scheffer         | Natación               | [ 28 ]        |
| 11    | Canadá (CAN)                               | Melissa Humana-Paredes    | Vóleibol playa         | [ 29 ]        |
| 11    | Canadá (CAN)                               | Brandie Wilkerson         | Vóleibol playa         | [ 29 ]        |
| 12    | Colombia (COL)                             | Miguel Ángel Trejos       | Taekwondo              | [ 30 ]        |
| 12    | Colombia (COL)                             | Yeni Arias                | Boxeo                  | [ 30 ]        |
| 13    | Costa Rica (CRC)                           | Andrés Acuña              | Raquetbol              | [ 31 ]        |
| 13    | Costa Rica (CRC)                           | Nishy Lee Lindo           | Taekwondo              | [ 31 ]        |
| 14    | Cuba (CUB)                                 | Julio César La Cruz       | Boxeo                  | [ 32 ]        |
| 14    | Cuba (CUB)                                 | Idalys Ortiz              | Judo                   | [ 32 ]        |
| 15    | Dominica (DMA)                             | Delroy Charles            | Boxeo                  | [ 24 ]        |
| 16    | Ecuador (ECU)                              | Richard Carapaz           | Ciclismo               | [ 33 ] [ 34 ] |
| 16    | Ecuador (ECU)                              | Angie Palacios            | Levantamiento de pesas | [ 33 ] [ 34 ] |
| 17    | El Salvador (ESA)                          | Amado de Jesús Alvarado   | Surf                   | [ 35 ]        |
| 17    | El Salvador (ESA)                          | Sindy Portillo            | Surf                   | [ 35 ]        |
| 18    | Estados Unidos (USA)                       | Vincent Hancock           | Tiro                   | [ 36 ]        |
| 18    | Estados Unidos (USA)                       | Jordan Chiles             | Gimnasia               | [ 36 ]        |
| 19    | Granada (GRN)                              | Zackary Gresham           | Natación               | [ 37 ]        |
| 19    | Granada (GRN)                              | Tilly Collymore           | Natación               | [ 37 ]        |
| 20    | Guyana (GUY)                               | Desmond Amsterdam         | Boxeo                  | [ 24 ]        |
| 20    | Guyana (GUY)                               | Priyanna Ramdhani         | Bádminton              | [ 24 ]        |
| 21    | Haití (HAI)                                | Jackson Darrius           | Boxeo                  | [ 24 ]        |
| 21    | Haití (HAI)                                | Aliyah Shipman            | Taekwondo              | [ 24 ]        |
| 22    | Honduras (HON)                             | Julio Horrego             | Natación               | [ 38 ]        |
| 22    | Honduras (HON)                             | Natalie Espinal           | Tenis                  | [ 38 ]        |
| 23    | Islas Caimán (CAY)                         | James Allison             | Natación               | [ 24 ]        |
| 23    | Islas Caimán (CAY)                         | Sierrah Broadbelt         | Natación               | [ 24 ]        |
| 24    | Islas Vírgenes de los Estados Unidos (ISV) | Adriel Sanes              | Natación               | [ 24 ]        |
| 24    | Islas Vírgenes de los Estados Unidos (ISV) | Natalia Kuipers           | Natación               | [ 24 ]        |
| 25    | Islas Vírgenes Británicas (IVB)            | Deya Erickson             | Atletismo              | [ 39 ]        |
| 26    | Jamaica (JAM)                              | Samuel Ricketts           | Bádminton              | [ 24 ]        |
| 26    | Jamaica (JAM)                              | Tyesha Mattis             | Gimnasia               | [ 24 ]        |
| 27    | México (MEX)                               | Carlos Sansores           | Taekwondo              | [ 40 ]        |
| 27    | México (MEX)                               | Karina Esquer             | Baloncesto             | [ 40 ]        |
| 28    | Nicaragua (NCA)                            | Orlando Vásquez           | Levantamiento de pesas | [ 24 ]        |
| 28    | Nicaragua (NCA)                            | Sema Ludrick              | Levantamiento de pesas | [ 24 ]        |
| 29    | Panamá (PAN)                               | Davis Romero              | Béisbol                | [ 41 ]        |
| 29    | Panamá (PAN)                               | Hillary Heron             | Gimnasia               | [ 41 ]        |
| 30    | Paraguay (PAR)                             | Derlis Ayala              | Atletismo              | [ 42 ]        |
| 30    | Paraguay (PAR)                             | Agua Marina Espínola      | Ciclismo               | [ 42 ]        |
| 31    | Perú (PER)                                 | Nicolás Pacheco           | Tiro                   | [ 43 ] [ 44 ] |
| 31    | Perú (PER)                                 | María Reyes               | Surf                   | [ 43 ] [ 44 ] |
| 32    | Puerto Rico (PUR)                          | Jean Pizarro              | Tiro con arco          | [ 45 ]        |
| 32    | Puerto Rico (PUR)                          | María Pérez               | Judo                   | [ 45 ]        |
| 33    | República Dominicana (DOM)                 | Robert Pigozzi            | Esquí acuático         | [ 46 ]        |
| 33    | República Dominicana (DOM)                 | Yvonne Losos de Muñiz     | Equitación             | [ 46 ]        |
| 34    | San Cristóbal y Nieves (SKN)               | Nadale Buntin             | Atletismo              | [ 24 ]        |
| 34    | San Cristóbal y Nieves (SKN)               | Arina Valitova            | Tenis                  | [ 24 ]        |
| 36    | San Vicente y las Granadinas (VIN)         | Nikolas Sylvester         | Natación               | [ 24 ]        |
| 36    | San Vicente y las Granadinas (VIN)         | Kennice Greene            | Natación               | [ 24 ]        |
| 35    | Santa Lucía (LCA)                          | Luc Chevrier              | Vela                   | [ 24 ]        |
| 37    | Surinam (SUR)                              | Irvin Hoost               | Natación               | [ 24 ]        |
| 37    | Surinam (SUR)                              | Kaelyn Djoparto           | Natación               | [ 24 ]        |
| 38    | Trinidad y Tobago (TRI)                    | Nicholas Paul             | Ciclismo               | [ 24 ]        |
| 38    | Trinidad y Tobago (TRI)                    | Tiana Guy                 | Boxeo                  | [ 24 ]        |
| 39    | Uruguay (URU)                              | Rodrigo Chagas            | Fútbol                 | [ 47 ]        |
| 39    | Uruguay (URU)                              | Camila Piñeiro            | Boxeo                  | [ 47 ]        |
| 40    | Venezuela (VEN)                            | Keydomar Vallenilla       | Levantamiento de pesas | [ 48 ]        |
| 40    | Venezuela (VEN)                            | Joselyn Brea              | Atletismo              | [ 48 ]        |
| 41    | Chile (CHI)                                | Esteban Grimalt           | Vóleibol playa         | [ 49 ]        |
| 41    | Chile (CHI)                                | Kristel Köbrich           | Natación               | [ 49 ]        |

## Encendido del pebetero
La ceremonia concluyó con el encendido del pebetero panamericano, el que estuvo a cargo de la atleta Lucy López, quien obtuvo la primera medalla para Chile en los primeros Juegos Panamericanos (Buenos Aires 1951), recibiendo la antorcha de manos de los medallistas olímpicos Nicolás Massú y Fernando González. El pebetero tuvo la forma de un cóndor, el ave nacional de Chile, y permaneció encendido durante toda la duración de los juegos.

## Audiencia y transmisión
La inauguración de los Juegos Panamericanos Santiago 2023 fue transmitida en vivo por varios medios de comunicación y plataformas digitales. Se estima que fue vista por millones de personas en todo el mundo . Fue una fiesta deportiva y cultural que quedará en la memoria de todos los chilenos y chilenas. Los canales que transmitieron la ceremonia incluyeron señales abiertas como TVN, Chilevisión y Canal 13, así como canales de cable como CDO y DirecTV Sports. Además, la plataforma digital Pluto TV también transmitió el evento.